# Bluecasting
Bluecasting est un néologisme qui désigne la mise à disposition de média numériques à destination de téléphones portables et de PDA. 
On[Qui ?] utilise des ondes radios de spécification Bluetooth à travers le protocole OBEX.
Les médias numériques peuvent être des chansons, des jeux (notamment en J2ME), des photographies, des films, etc.
Pour recevoir ses fichiers, l'utilisateur doit au préalable répondre positivement à une demande (opt in).
On[Qui ?] déploie ainsi, souvent dans un espace public, un kiosque bluetooth pouvant diffuser des publicités, vendre des billets ou autres applications.